# Anigraea cinctipalpis
Anigraea cinctipalpis är en fjärilsart som beskrevs av Walker 1865. Anigraea cinctipalpis ingår i släktet Anigraea och familjen nattflyn. Inga underarter finns listade i Catalogue of Life.